# نظام‌الدین حسن نیشاپوری

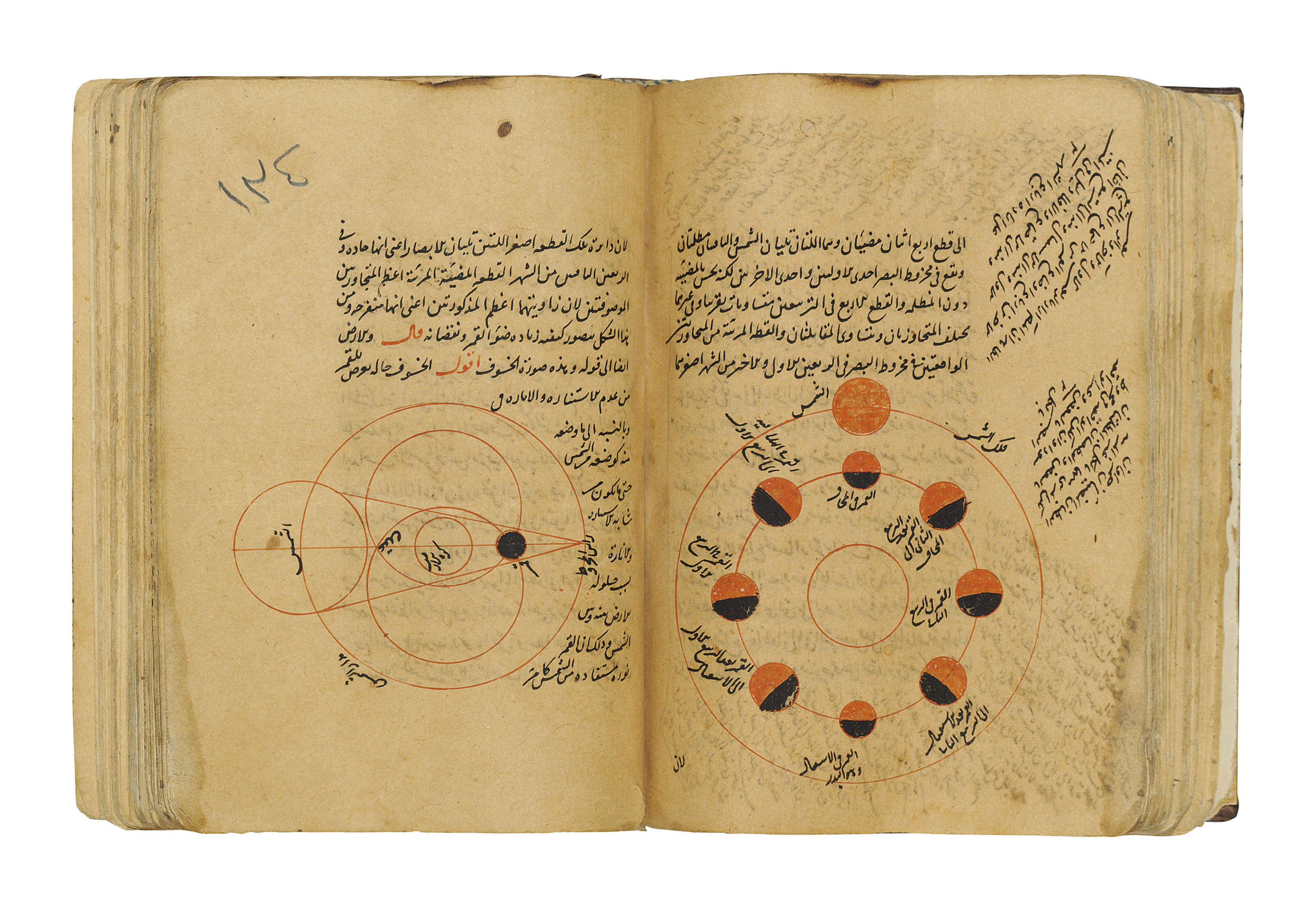
نگاره‌ای از مکتوبات نظام الدین حسن شیرازی

نظام الدین حسن بن محمد بن حسین قمی نیشاپوری (درگذشته در ۱۳۲۸/۹ میلادی) یک ریاضیدان، ستاره‌شناس، فقیه، مفسر و شاعر ایرانی بود. پدر بزرگ او در اصل از شهر قم بود، اما نظام در نیشابور زاده شد.
تحصیلات آغازین او در شهر نیشابور بود ولی پس از آن به تبریز که در آن زمان پایتخت ایلخانیان بود مهاجرت کرد. وی زیر نظر قطب‌الدین شیرازی مطالعه و با وی کار کرد که خودش شاگرد خواجه نصیر طوسی بود که یکی از بزرگ‌ترین دانشمندان رصدخانه مراغه بود.

## آثار
۱- الشمسیه فی الحساب (الشمسیه فی الاصول الحسابیه) - کتابی است به زبان عربی که گاه آن را الرساله الشمسیه نیز می‌نامند؛ و مهم‌ترین اثر ریاضی نظام اعرج است که دارای مقدمه و دو فن و خاتمه می‌باشد. فن اول در آنچه به اصول حساب تعلق دارد و فن دوم در فروع درعلم حساب و خاتمه در حساب خطا این و میزان (امتحان صحت اعمال)
۲- تعبیر (یا تفسیر) التحریر (شرح تحریر المجسطی) - متن تحریز مجسطی ازنصیر الدین توسی است و نظام اعرج تفسیر یا تعبیر آن را در ماه شعبان سال ۷۰۴ ه‍.ق به پایان رسانیده و چند نسخه خطی از آن در کتابخانه مجلس و یک نسخه در دانشکده ادبیات تهران و یک نسخه در کتابخانه آستان قدس رضوی و یک نسخه در کتابخانه مرکزی دانشگاه تهران و چند نسخه در خارج از ایران موجود است.
۳- تفسیر القرآن + شرج تذکره نصیرالدین توسی (تألیف ۷۱۱ه‍.ق)
۴- کشف حقایق زیج ایلخانی - زیجی است به زبان فارسی که دراصل از خواجه نصیر الدین توسی است. یک نسخه از آن در کتابخانه آستان قدس رضوی و چند نسخه از آن درتبریز و موزه بریتانیا و مجلس شواری اسلامی ایران و کتابخانه ملک موجوداست.